# Nicole Cabell
Nicole Cabell (n. 17 octombrie 1977, Los Angeles, California, SUA) este o  cântăreață de operă contemporană americană (soprană).